# Frederic William Lanchester
Frederic William Lanchester (ur. 23 października 1868 w Londynie, zm. 8 marca 1946 w Moseley) – brytyjski inżynier i konstruktor samochodów.

## Życiorys
Frederic William Lanchester urodził się 23 października 1868 roku w Londynie. W 1895 roku, wraz z bratem George’em, zbudował pierwszy brytyjski samochód. W 1899 roku założył przedsiębiorstwo Lanchester Engine, zajmującą się produkcją samochodów, marka istniała do 1956 roku.
Lanchester był również wynalazcą, zaprojektował m.in. silnik tłokowy na paliwo gazowe, a w latach 1907–1908 publikował prace z dziedziny aerodynamiki. W 1916 roku wydał książkę dotyczącą użycia lotnictwa w wojsku, zawierającą równania różniczkowe dotyczące szacunków sił wojskowych, określanych jako prawa Lanchestera.
Zmarł 8 marca 1946 roku w Moseley na przedmieściu Birmingham.